# 豊年斎梅坊主

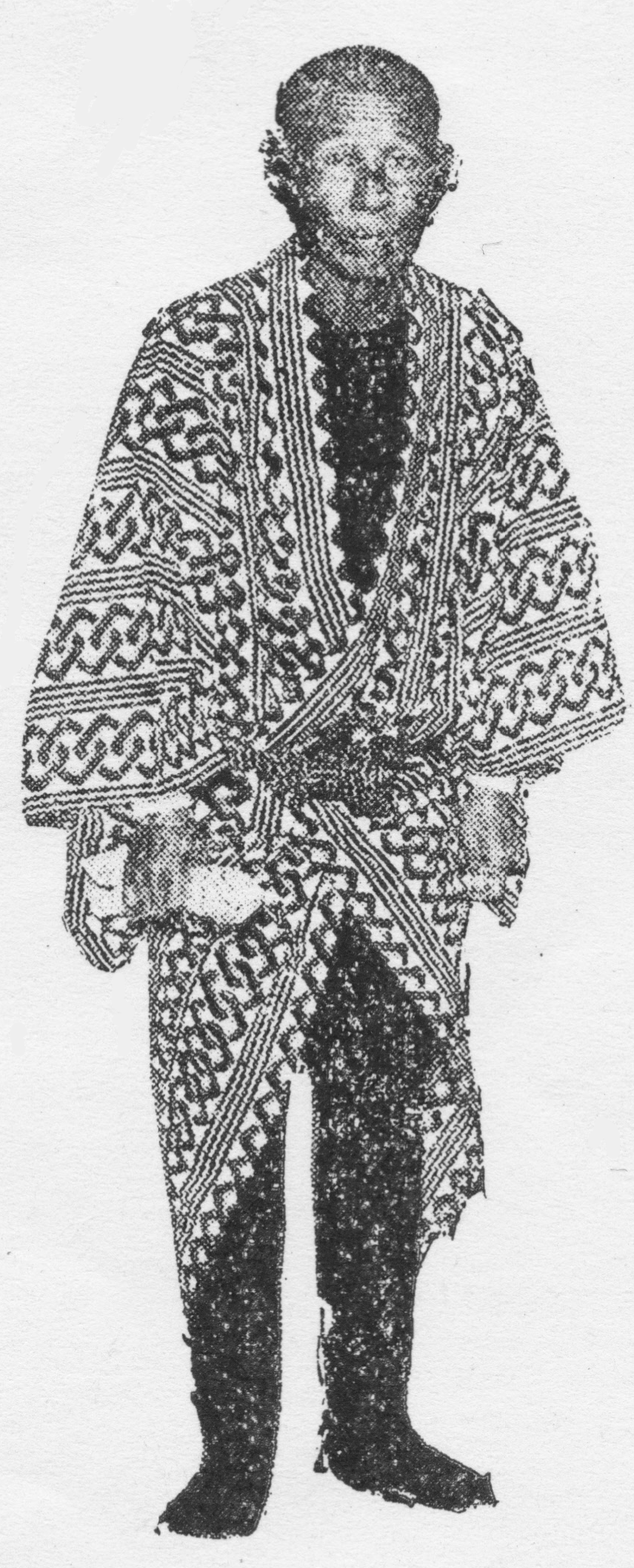
初代梅坊主最晩年の姿。『演芸画報』昭和2年3月号p.108

豊年斎 梅坊主（ほうねんさい うめぼうず）は、かっぽれの名跡。この項では主に、大道芸だったかっぽれを寄席芸に高めた名人として後世に知られる初代（1854年1月29日〈嘉永7年1月1日〉 - 1927年〈昭和2年〉2月13日）、本名：松本 梅吉について記述する。

## 来歴
江戸生まれ。父は髪結いであったが、水害による家財の流失、母の死、父の失明が相次ぎ、幼少から兄である、のちの豊年斎平坊主（へいぼうず 1871年没）とともに、願人坊主として、神田や下谷で門付けをしたり、秋葉っ原などのヒラキで阿呆陀羅経を披露して生計を立てたとされる。平坊主は現代に伝わる「かっぽれ踊り」の振り付けを考案し、弟の梅坊主も兄の振り付けを習得した。やがて、兄とともに一座を立ち上げた。はじめの名は本姓の松本にちなんで「松本講四郎一座」で、かっぽれだけでなく、茶番狂言、俄芝居、道化芝居、伊勢音頭、掛け合いの軽口芸などで興行した。
兄の死去後、梅坊主が一座を継ぎ、寄席や小劇場に出演して名を売り、かっぽれの「本家」とされた。
1884年（明治17年）に、祝い唄としてのかっぽれの節が軍楽用に採譜されたのをきっかけに、芸者衆や幇間の座敷芸として花街に広まり、一種のブームが発生。1886年（明治19年）には、『今日新聞』（1月16日）の投書欄（劇場で同内容のヤジが飛んだとの説もある）で「かっぽれでも踊れ」と批評された9代目市川團十郎に請われ、梅坊主はかっぽれを教えた。團十郎はその月のうちに、新富座の河竹黙阿弥作『初霞空住吉』でかっぽれを踊って評判を取った。このほか、5代目尾上菊五郎が舞台で梅坊主直伝のかっぽれを披露している。
1924年（大正13年）、帝国ホテル演芸場での公演後、長男に2代目梅坊主を、二男に2代目平坊主を襲名させ、自身は隠居名として豊年斎 太平坊（ほうねんさい たいへいぼう）に改名。晩年は凌雲閣跡地の寄席「凌雲座」に出演し続けた。1927年（昭和2年）没。

## アーカイブ
SPレコードの音源が残る。かっぽれなどの音曲ものをはじめ、掛け合い軽口、阿呆陀羅経など。

### インターネット公開資料
- 阿呆陀羅経
  - 萬歳：あほだら経 出鱈目（ニッポノホン 出版年不明） - 「豊年斎梅坊主連中」名義
  - 萬歳：あほだら経 虫尽くし（ニッポノホン 出版年不明） - 「豊年斎梅坊主連中」名義
  - 萬歳：あほだら経 無い物尽くし（ニッポノホン 出版年不明） - 「豊年斎梅坊主連中」名義
  - 萬歳：あほだら経 鳥尽くし（ニッポノホン 出版年不明） - 「豊年斎梅坊主連中」名義
  - 滑稽無い物尽し（アメリカン 出版年不明）
- 俚謡・俗謡
  - 俚謡：深川節（ニッポノホン 出版年不明） - 「豊年斎梅坊主連中」名義
  - 俚謡：伊勢音頭（ニッポノホン 出版年不明） - 「豊年斎梅坊主連中」名義
  - 江戸一流／深川節（ビクター 1932年） - 「豊年斎梅坊主一座」名義
- 掛け合い軽口、俄、萬歳
  - 太神楽：掛合咄（ロイヤル 出版年不明） - 「豊年斎梅坊主連中」名義
  - 俚謡：掛合咄（ニッポノホン 出版年不明） - 「豊年斎梅坊主連中」名義

## 人物・エピソード
- 社会の最下層と見られていた願人坊主出身であることを隠さず、下積みの頃から晩年に至るまで芸人の多く集まる芝新網町に住み続けた。
- 黒田清隆や西園寺公望といった政界の大物が贔屓にしていた[3]。
- 1893年（明治26年）には幇間の桜川長孝らとともに一座を率いてアメリカ合衆国に渡り、サンフランシスコなどの劇場に出るが、低俗卑猥な演技が不評で、[要出典]ほどなく帰国している[2]。

## 名跡
- 2代目豊年斎 梅坊主 - 初代の実子。2代目豊年斎一輪から襲名も、晩年は廃業状態となる[3]。
- 3代目豊年斎 梅坊主 - 3代目豊年斎梅太郎から襲名。名跡を預かるも、先代の遺言に従い、プロとしては廃業[3]。
- 4代目豊年斎 梅坊主 - 初代櫻川ぴん助が名跡を継承[3]。
- 5代目豊年斎 梅坊主 - 櫻川寶の入舟が名跡を継承[5]。